# واکنش‌های تراساختی در محلول‌های آبی
سیمای کلیپذیر در آب، شامل یون‌های آبپوشیده است ( گرچه فرمول کامل {\displaystyle AgCl_{(s)}} انحلال پذیر به کار می‌رود ).
{\displaystyle Ag^{+}+NO_{3}^{-}+Na^{+}+Cl^{-}\to AgCl_{(s)}+Na^{+}+NO_{3}^{-}}
برخورد یون‌های {\displaystyle Ag^{+}} و {\displaystyle Cl^{-}} منجر به تشکیل AgCl می‌شود که انحلال ناپذیر است و از محلول خارج می‌گردد ( ترکیب انحلال ناپذیری که به این ترتیب تشکیل می‌شود، رسوب، و فرایند را رسوب گیری می نامیم ) . سدیم نیترات فراوردهٔ دیگری است که در آب انحلال پذیر است و به صورت یون‌های آبپوشیده در محلول باقی می‌ماند . 
اگر یون‌های تماشاگر در دو طرف معادله را که در واکنش شرکت نمی‌کنند را، حذف کنیم، به فرم یونی خالص معادلهٔ زیر می‌رسیم :
{\displaystyle Ag^{+}+Cl^{-}\to AgCl_{(s)}}
معادلهٔ بالا کلی‌ترین شکل واکنش است . این معادله به ما می‌گوید که از مخلوط کردن محلول هر نمک انحلال پذیر {\displaystyle Ag^{+}} و محلول هر نمک انحلال پذیر {\displaystyle Cl^{-}}، رسوب انحلال پذیر AgCl تشکیل می‌شود .
حال فرض کنید محلول‌های NaCl و {\displaystyle NH_{4}NO_{3}} را مخلوط کنیم . معادلهٔ یونی واکنش به شکل زیر خواهد بود :
{\displaystyle Na^{+}+Cl^{-}+NH_{4}^{-}+NO_{3}^{-}\to Na^{+}+Cl^{-}+NH_{4}^{-}+NO_{3}^{-}}
تمام مواد درگیر در واکنش در آب انحلال پذیرند . اگر یون‌های مشترک را از معادله حذف کنیم، چیزی باقی نخواهد ماند . بنابراین واکنشی رخ نخواهد داد . این رخداد را معمولاً به صورت زیر نمایش می‌دهند :
{\displaystyle Na^{+}+Cl^{-}+NH_{4}^{-}+NO_{3}^{-}\to N.R.}
علاوه بر تشکیل نمک انحلال پذیر، دلالیل دیگری نیز برای انجام واکنش تراساختی وجود دارد . 
واکنش ناشی از مخلوط کردن محلول هیدروکلریک اسید و یک محلول سدیم سولفید را در نظر بگیرید :
{\displaystyle 2HCl+Na_{2}S\to H_{2}S+2NaCl}
معادلهٔ یونی خالص :
{\displaystyle 2H^{+}+S^{2-}\to H_{2}S}
در این واکنش برخورد یون‌های {\displaystyle H^{+}} و {\displaystyle S^{2-}} منجر به تشکیل گاز {\displaystyle H_{2}S} می‌شود که فقط اندکی انحلال پذیر است و محلول را ترک می‌کند . 
در سومین نوع واکنش تراساختی، یک الکترولیت ضعیف به وجود می‌آید . الکترولیت‌های ضعیف انحلال پذیر، در محلول آبی، به‌طور کامل یونیده نمی‌شود . این مواد، عمدتاً به صورت مولکولی باقی می‌مانند . واکنش خنثی سازی اسید ـ باز نمونه‌ای از این نوع واکنش هاست :
{\displaystyle HCl+NaOH\to H_{2}O+NaCl}
معادلهٔ یونی خالص :
{\displaystyle H^{+}+OH^{-}\to H_{2}O}
علت وقوع این واکنش، تشکیل مولکول‌های آب از یون‌های {\displaystyle H^{+}} و {\displaystyle OH^{-}} است؛ آب یک الکترولیت صعیف است .

## عوامل مؤثر در واکنش‌های تراساختی
به این ترتیب واکنش‌های تراسختی در مواردی رخ می‌دهند که یک رسوب، یک گاز یا یک الکترولیت ضعیف تشکیل شود . در معادله‌های یونی این واکنش‌ها :
1. یک نمک انحلال پذیر به وسیلهٔ فرمول یون‌های تشکیل دهندهٔ ترکیب نشان داده می‌شود .
2. یک ترکیب انحلال ناپذیر یا اندکی انحلال پذیر با فرمول کامل ترکیب و با نماد (s) مشخص می‌شود .
3. یک گاز انحلال ناپذیر یا اندکی انحلال پذیر، با فرمول مولکولی گاز و با نماد (g) نمایش داده می‌شود .
4. یک الکترولیت ضعیف، با فرمول مولکولی ترکیب نمایش داده می‌شود . الکترولیت‌های ضعیف، در محلول‌های آبی تا حدودی به یون‌های مربوط تفکیک می‌شوند، اما عمدتاً به صورت مولکولی وحود دارند .

## نوشتن معادلهٔ واکنش‌های تراساختی
برای این کار باید قواعد زیر را بکار ببریم :
1. قواعد انحلال پذیری : برای آشنایی بیشتر با این امر به مواد انحلال پذیر در آب رجوع شود .
2. گازها : گازهایی که معمولاً در واکنش‌های تراسختی تشکیل می‌شوند در زیر آمده‌اند : 
- {\displaystyle H_{2}S} تمام سولفیدها ( نمک‌های {\displaystyle S^{2-}} در مجاورت اسید، گاز {\displaystyle H_{2}S} و نمک به وجود می‌آورند .
- {\displaystyle CO_{2}} تمام کربنات‌ها در مجاورت اسید، گاز کربن دی اکسید، آب و نمک تشکیل می‌دهند .
- {\displaystyle SO_{2}} تمام سولفیت‌ها در مجاورت اسید، گاز {\displaystyle SO_{2}}، آب و نمک تشکیل می‌دهند .
- {\displaystyle NH_{3}} تمام نمک‌های آمونیوم در مجاورت هیدروکسیدهای قوی انحلال پذیر، در اثر گرما واکنش می‌دهند و گاز آمونیاک، آب و نمک به وجود می‌آورند .

3. الکترولیت‌های ضعیف : قواعد سادهٔ زیر در مورد این ترکیبات صادق است :
- اسید ها : به جز 7 اسید قوی، بقیهٔ اسیدها الکترولیت ضعیف هستند .
- بازها : هیدروکسیدهای انحلال پذیر ( هیدروکسیدهای مربوط به عناصر {\displaystyle Ba^{2+}} و IA ) و هیدروکسیدهایی که انحلال پذیری خوبی دارند ( هیدروکسیدهای مربوط به {\displaystyle Ca^{2+}} و {\displaystyle Sr^{2+}} ) الکترولیت‌های قوی هستند . اغلب هیدروکسیدهای دیگر، انحلال ناپذیرند .
- نمک ها : اغلب نمک‌های معمولی، الکترولیت‌های قوی هستند .
- آب : آب، الکترولیت ضعیفی است .

## یک نکته
واکنش‌های تراسختی در غیاب آب نیز انجام می‌شوند . برای مثال :
{\displaystyle CaF_{2}+H_{2}SO_{4}\to CaSO_{4}+2HF}
که با گرم کردن مواد واکنش دهنده، اسیدهای مربوط ( HF که در آب انحلال پذیرند ) به صورت گاز خارج می‌شوند .

## منبع
- شیمی عمومی ( جلد اول )، چارلز مورتیمر، دکتر عیسی یاوری، نشر علوم دانشگاهی، تهران، 1375، ISBN 964-6186-30-0